# تپه قوچ علی
تپه قوچ علی مربوط به دوره اشکانیان - دوره ساسانیان است و در شهرستان کرمانشاه، بخش ماهیدشت، دهستان ماهیدشت، ۱/۵ کیلومتری جنوب غرب روستای چغابلک خواجه باشی واقع شده و این اثر در تاریخ ۷ اسفند ۱۳۸۶ با شمارهٔ ثبت ۲۱۷۳۲ به‌عنوان یکی از آثار ملی ایران به ثبت رسیده است.